# مونتي دير
مونتي دير (بالإنجليزية: Monte Dwyer)‏ هو موسيقي وكاتب وصحفي أسترالي، ولد في 21 يوليو 1958 في نيوكاسل في أستراليا.